# Amadeus Eckolt

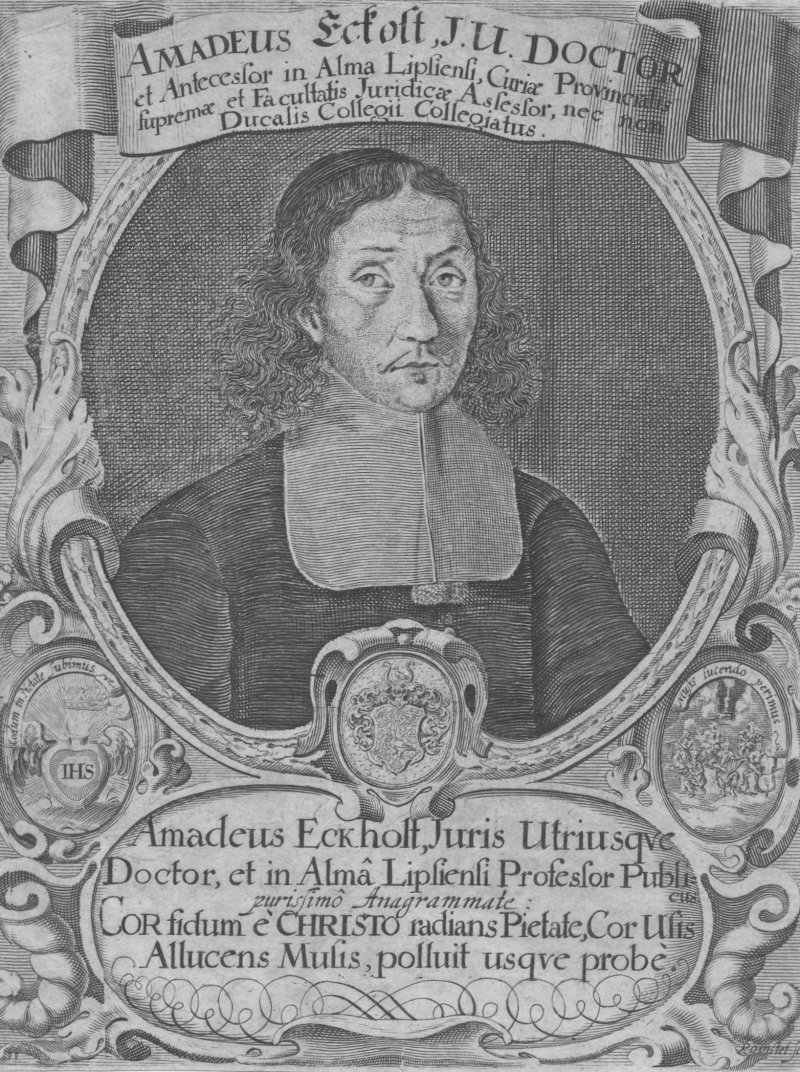
Kupferstich-Porträt um 1660

Amadeus Eckolt (auch: Amadeus Eckhold, Eckoltus; * 25. Januar 1623 in Wels; † 20. November 1668 in Leipzig) war ein deutscher Rechtswissenschaftler.

## Leben
Amadeus wurde als Sohn des späteren Handelsmannes in Leipzig Emanuel Eckolt († 1654) und dessen Frau Catharina (* 17. September 1594 in Wels; † 31. August 1666 in Leipzig) die Tochter des Handelsmann in Wels Matthias Haller und der Magarethe Hopffer († 1634) geboren. Da seine Eltern dem evangelischen Glauben angehörten, mussten diese vor Repressalien der Katholiken unter Ferdinand II. 1627 nach Regensburg flüchten. Nachdem seine Familie 1634 bei Verwandten Unterschlupf gefunden hatte, zog Eckhold 1638 an der Universität Leipzig, wo Amadeus ein philosophisches Studium aufnahm.
Nachdem er 1644 den akademischen Grad eines Magisters der Philosophie erworben hatte, nahm er juristische Studien auf und unternahm zur weiteren Ausbildung 1648 eine Studienreise, die ihn an die Universität Tübingen, die Universität Basel, die Universität Freiburg, die Universität Straßburg, die Universität Ingolstadt und an die Universität Altdorf führte. Zurückgekehrt nach Leipzig, wurde er am 30. Oktober 1652 Baccalaureus an der juristischen Fakultät und promovierte am 31. März 1653 zum Lizentiat und Doktor der Rechte.
1659 wurde er Assessor der juristischen Fakultät und wurde 1661 Professor mit dem Titel Verborum Significatione et de Regulis Juris. Er wurde 1658 Kollegiat am kleinen Fürstenkollegium, Beisitzer des Oberhofgerichts und im Sommersemester 1664 Rektor der Alma Mater.
Eckolt wurde am 24. November 1668 in der Leipziger Paulinerkirche begraben.

## Familie
Aus seiner am 23. Mai 1653 mit Anna Magaretha Clemm, der Witwe des Hieronymus von Ryssel (verh. 1648; * 1625; † 12. September 1648), geschlossenen Ehe sind vier Söhne und zwei Töchter bekannt.
- Emanuel Eckolt
- Amadeus Eckolt I († jung)
- Joachim Eckolt († jung)
- Amadeus Eckolt II (* 1659; † 7. April 1664)
- Johanna Magaretha Eckolt
- Catharina Elisabeth Eckolt.

## Werke
Eckolts Werkschaffen ist vor allem während seiner universitären Tätigkeit verbunden. So tritt er als Präsens bei seinen verschiedensten Responenten in Erscheinung. Eigene Werke sind jedoch wenige bekannt.
- Compendiariam Pandectarum Tractionem. Leipzig 1680, 1694
- De verborum significatione.
- De tutela materna disputatio prior. 1653
- Disputatio juridica de collatione bonorum. 1658
- De iureconsulto Velleiano. 1658
- Disputatio juridica de antinomiis. 1660
- Disputatio posterior de tutela materna. 1662
- De Tutela Materna Disputatio. 1663
- De culpa. 1663
- De concursu actionum, disputationem … proponit Jacobus Strackhorn. 1663
- Disputatio juridica de Salviano interdicto. 1664
- Disputatio juridica de furto earum rerum quæ navis levandæ causa ejiciuntur. 1665
- De affectione juridica. 1668